# Joan Maria Morros i Cuadras
Joan Maria Morros i Cuadras (Igualada, 1970) és un periodista català, actualment cap d'Informatius de les emissores RAC 1 i RAC 105 del Grupo Godó, i degà del Col·legi de Periodistes de Catalunya.

## Biografia
Va iniciar la seva trajectòria com a periodista essent redactor i més tard cap d'Informatius a l'emissora, actualment desapareguda, "Anoia Ràdio - Cadena 13", entre 1988 i 1993. Després fou corresponsal de Catalunya Ràdio de la zona Igualada-Anoia durant deu anys (1990-2000). El 1993 i durant set anys va ser el director de Televisió Igualada.
A RAC 1 va començar com a redactor d'informatius i poc després va començar a dirigir i presentar el programa informatiu "Mercats", que s'emetia aleshores cada vespre de dilluns a divendres (2000-04). El 2004 va passar a formar part del programa El món a RAC 1, que dirigeix i presenta Jordi Basté, i el gener del 2008 assumí la coordinació del programa.
L'octubre de 2008 fou designat cap d'Informatius de RAC 1 i RAC 105. El novembre de 2019 fou nomenat degà del Col·legi de Periodistes de Catalunya.

## Publicacions
- Els Coixinets (Columna, 2017)[4][5]